# Odynerus guigliae
Odynerus guigliae är en stekelart som beskrevs av Giordani Soika. Odynerus guigliae ingår i släktet lergetingar, och familjen Eumenidae. Inga underarter finns listade i Catalogue of Life.